# Carla Rutgers
Carla C. Rutgers-Hendriksen (Gouda, 1944) is een Nederlands beeldhouwer.

## Leven en werk
Rutgers werd geboren in Gouda en groeide op in Den Haag. Ze studeerde daar aan de Koninklijke Academie van Beeldende Kunsten van 1961-1965 en sloot zich aan bij de Pulchri Studio. Rutgers maakt veelal mensfiguren. In 2004 gaf zij het boek Sculpture uit, over haar werk sinds 1974. De beeldhouwster woont en werkt met haar man afwisselend in Nederland en Frankrijk.

## Enkele werken
- 1984 Bokje, bij Woltersschool in Den Haag.
- 1992 Baadster, in de Heuvel Galerie in Eindhoven. Het werk is geïnspireerd op Badende vrouw van Rembrandt.
- 1996 Baadster bij Huize De Paauw in Wassenaar.
- 1996 Reaching out, American International School of Rotterdam.
- 1997 De Barones en Eerwaarde in winkelcentrum De Barones, Breda.
- 2000 The Mermaid voor het Almada Forum in Lissabon.
- 2000 fontein op landgoed Twickel
- 2001 Moeder met spelende kinderen Kasteel Anholt, Duitsland, Isselburg (Anholt)
- 2006 Pinedo, bronzen buste van de grondlegger van het VUmc CCA.

## Galerij

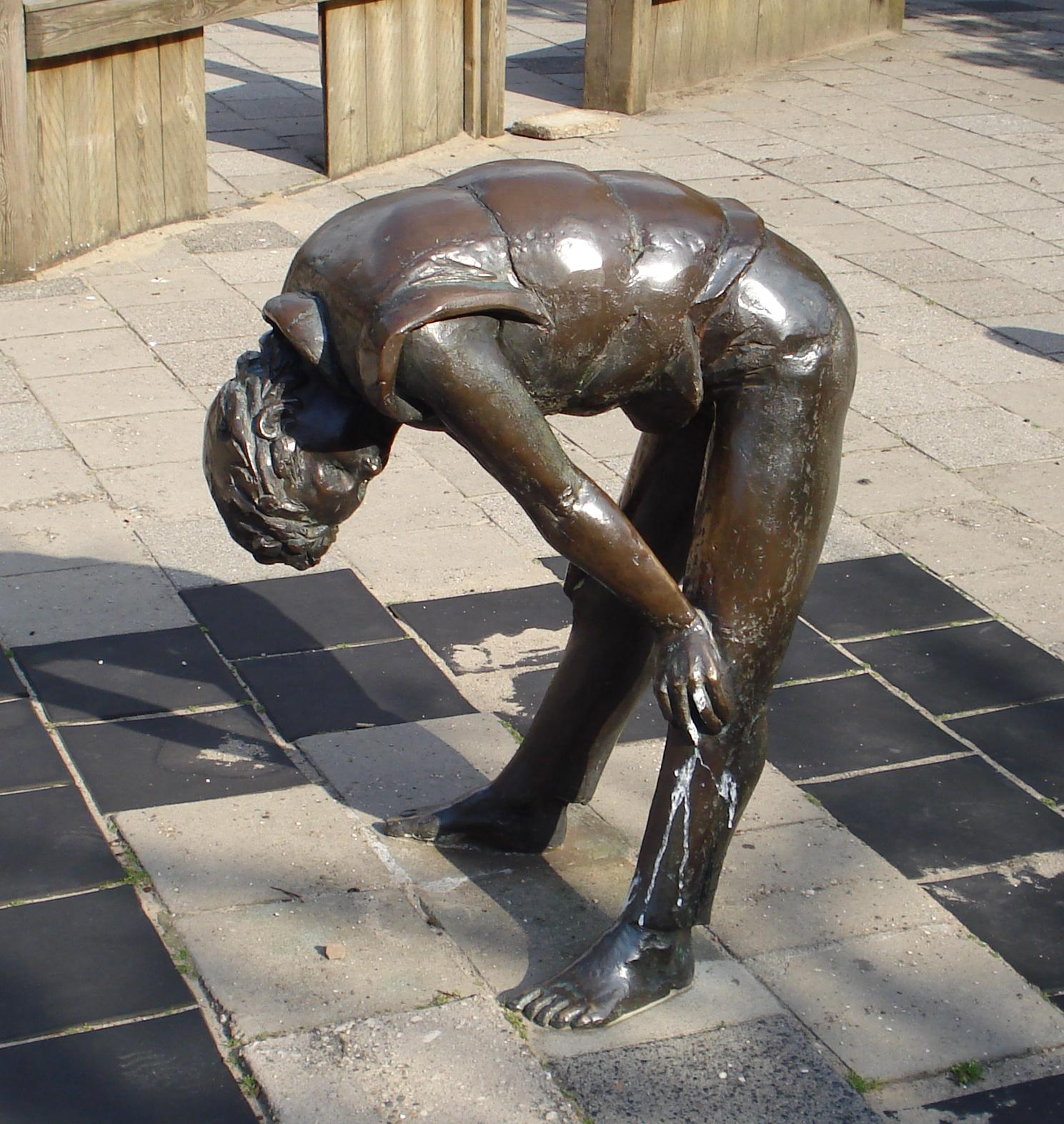
Bokje (1984)
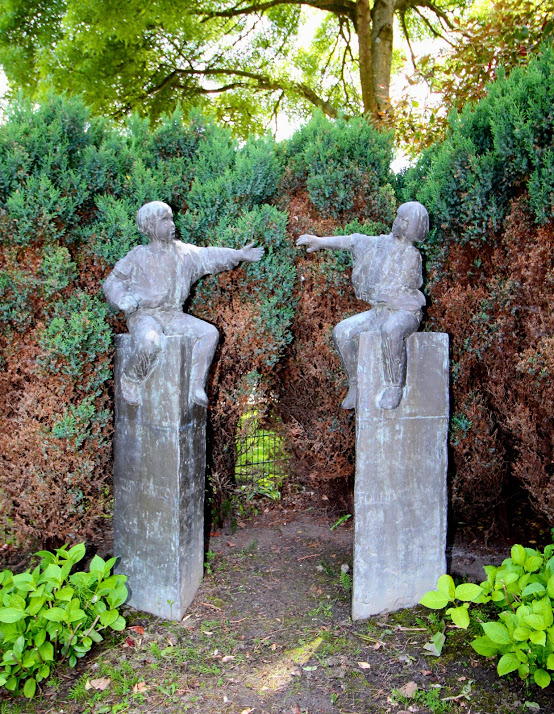
Reaching out (1996)
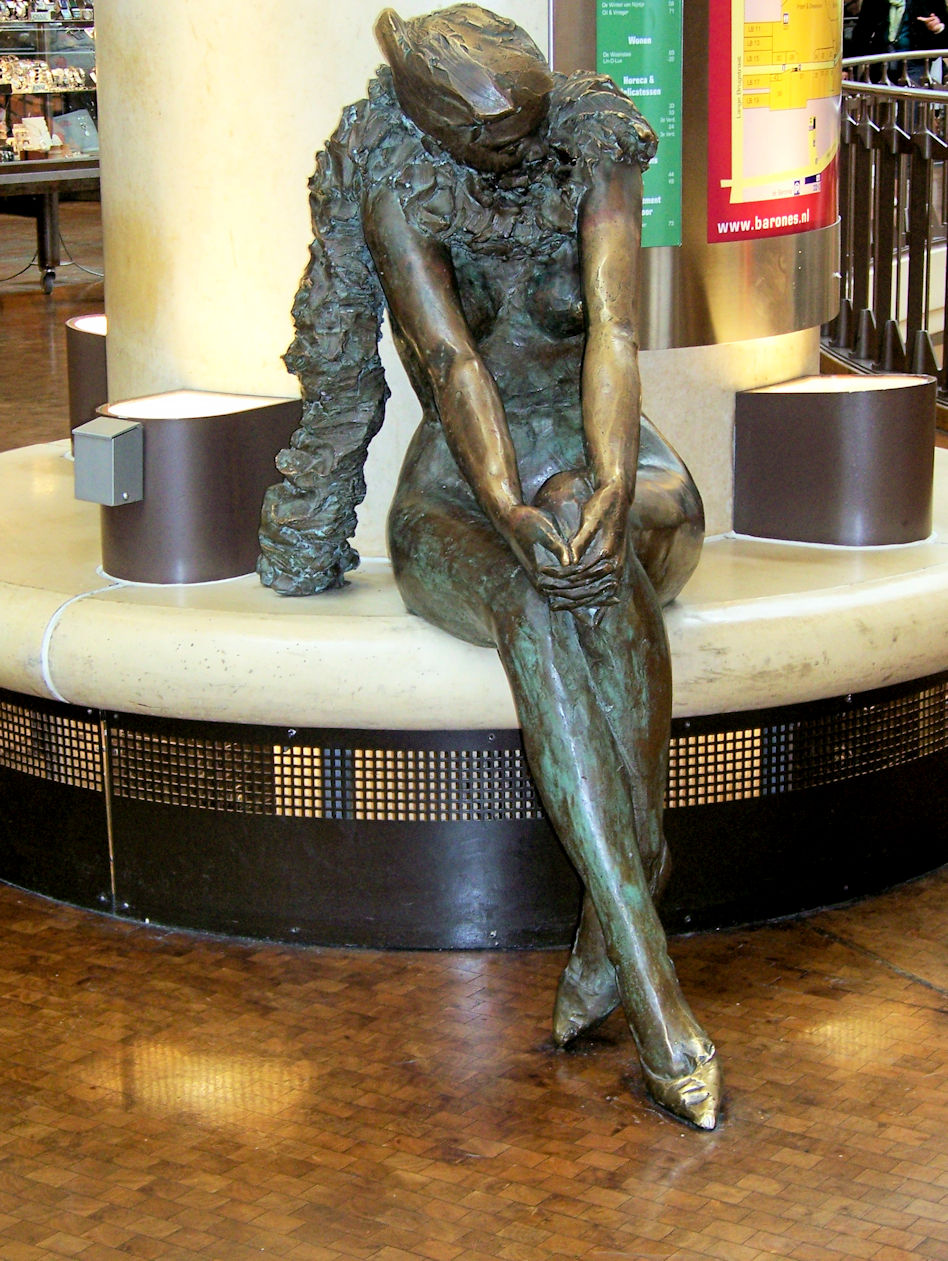
De Barones (1997)
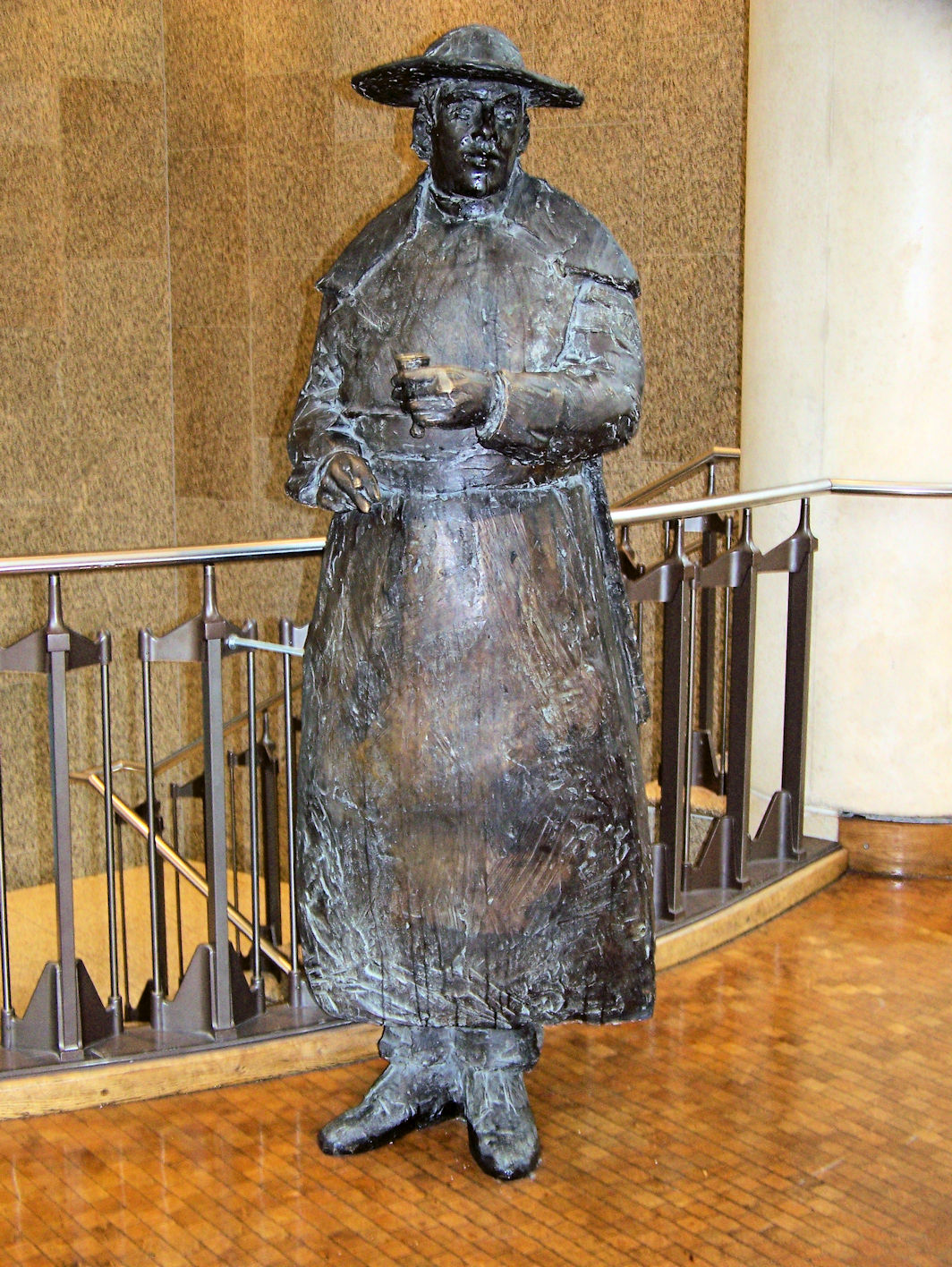
Eerwaarde (1997)
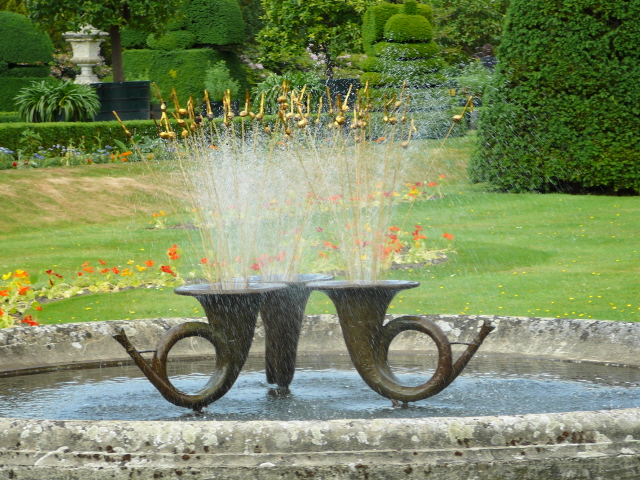
Fontein (2000)

- RKD-Nederlands Instituut voor Kunstgeschiedenis: 95610